# منزلة

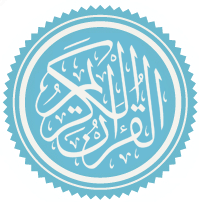
المنازل في القرآن 7

المنازل هي تقاسيم للقرآن الكريم، قصد بها إعانة الراغبين في قراءته وختمه في سبعة أيام، وقد نُقل عن الصحابة رضي الله عنهم أنهم كانوا يحزبون القرآن كالتالي: 
1. المنزلة الأولى: قراءة سورة الفاتحة (1) حتى سورة النساء (4) وبها 3 سور بعد الفاتحة.
2. المنزلة الثانية: قراءة سورة المائدة (4) حتى سورة التوبة (9) وبها 5 سور.
3. المنزلة الثالثة: قراءة سورة يونس (10) حتى سورة النحل (16) وبها 7 سور.
4. المنزلة الرابعة: قراءة سورة الإسراء (17) حتى سورة الفرقان (25) وبها 9 سور.
5. المنزلة الخامسة: قراءة سورة الشعراء (26) حتى سورة يس (36) وبها 11 سورة.
6. المنزلة السادسة: قراءة سورة الصافات (37) حتى سورة الحجرات (49) وبها 13 سورة.
7. المنزلة السابعة: قراءة سورة ق (50) حتى سورة الناس (114) وبها 65 سورة.

وقد ورد عن النبي صلى الله عليه وسلم قوله لعبد الله بن عمرو: «اقرأ القرآن في سبع، ولا تزد على ذلك». كما ورد عن أصحابه تقسيمهم القرآن كما ذكر.